# Brucourt
Brucourt – miejscowość i gmina we Francji, w regionie Normandia, w departamencie Calvados.
Według danych na rok 1990 gminę zamieszkiwało 108 osób, a gęstość zaludnienia wynosiła 16 osób/km² (wśród 1815 gmin Dolnej Normandii Brucourt plasuje się na 778. miejscu pod względem liczby ludności, natomiast pod względem powierzchni na miejscu 737.).